# Campionatul Asiatic de Handbal Feminin pentru Junioare din 2022
Campionatul Asiatic de Handbal Feminin pentru Junioare din 2022 a fost a 9-a ediție a Campionatului Asiatic de Handbal Feminin pentru Junioare și s-a desfășurat la Almaty, în Kazakhstan, între 18 și 25 martie 2022. Campionatul Asiatic a avut loc sub patronajul Federației Asiatice de Handbal și a fost prima dată când a fost organizat de Federația Kazahă de Handbal. Competiția a servit și ca turneu de calificare la  Campionatul Mondial de Handbal Feminin pentru Junioare din 2022, câștigătoarele primelor două locuri la campionatul asiatic calificându-se la turneul final din Georgia.
Anterior, campionatul fusese prevăzut să se desfășoare între 20 și 29 noiembrie 2021, dar a fost amânat din cauza răspândirii pandemiei de COVID-19. În ianuarie 2022, campionatul, care fusese între timp planificat să se desfășoare pe 13-20 februarie, a fost amânat din nou, din cauza protestelor din Kazahstan.
Toate partidele s-au desfășurat la Complexul Sportiv Universal „Dostyk” din Almaty. Campionatul Asiatic din 2022 a fost câștigat de Iran, acesta fiind primul titlu de acest fel obținut de echipa asiatică.

## Tragerea la sorți
Tragerea la sorți a avut loc pe 28 decembrie 2021, în Almaty, Kazahstan.

### Distribuția în urnele valorice
Echipele au fost distribuite în urnele valorice conform regulamentelor Comisiei de Competiții a Federației Asiatice de Handbal și clasamentului ediției precedente a campionatului. Echipele care nu au luat parte la ediția anterioară au fost distribuite în urna a 4-a.
| Urna 1                    | Urna a 2-a                   | Urna a 3-a | Urna a 4-a            |
| ------------------------- | ---------------------------- | ---------- | --------------------- |
| Kazahstan · Coreea de Sud | Uzbekistan · Taipeiul Chinez | India      | Iran · Kuweit · Siria |

Coreea de Sud, Kuweit și Taipeiul Chinez s-au retras din competiție după tragerea la sorți.

## Partide
În urma tragerii la sorți au rezultat partidele de mai jos. Programul meciurilor a fost anunțat pe 23 februarie 2022.
Orele de mai jos sunt cele locale (UTC+6).
| Loc | Echipa        | MJ | V | E | Î | GM  | GP  | DG  | Pct | Calificare                   |
| --- | ------------- | -- | - | - | - | --- | --- | --- | --- | ---------------------------- |
| 1   | Iran          | 4  | 4 | 0 | 0 | 125 | 99  | +26 | 8   | Campionatul Mondial din 2022 |
| 2   | Kazahstan (H) | 4  | 3 | 0 | 1 | 110 | 84  | +26 | 6   | Campionatul Mondial din 2022 |
| 3   | Uzbekistan    | 4  | 2 | 0 | 2 | 145 | 144 | +1  | 4   |                              |
| 4   | India         | 4  | 1 | 0 | 3 | 123 | 123 | 0   | 2   |                              |
| 5   | Siria         | 4  | 0 | 0 | 4 | 89  | 142 | −53 | 0   |                              |

| 18 martie 2022 15:00 | Iran    | 44–35 | Uzbekistan | Complexul Sportiv Universal „Dostyk”, Almaty |
| 18 martie 2022 15:00 | (20–15) |       |            | Complexul Sportiv Universal „Dostyk”, Almaty |
| 18 martie 2022 15:00 | Raport  |       |            | Complexul Sportiv Universal „Dostyk”, Almaty |

| 20 martie 2022 15:00 | India   | 41–44 | Uzbekistan | Complexul Sportiv Universal „Dostyk”, Almaty |
| 20 martie 2022 15:00 | (19–23) |       |            | Complexul Sportiv Universal „Dostyk”, Almaty |
| 20 martie 2022 15:00 | Raport  |       |            | Complexul Sportiv Universal „Dostyk”, Almaty |

| 20 martie 2022 17:00 | Iran    | 20–19 | Kazahstan | Complexul Sportiv Universal „Dostyk”, Almaty |
| 20 martie 2022 17:00 | (10–10) |       |           | Complexul Sportiv Universal „Dostyk”, Almaty |
| 20 martie 2022 17:00 | Raport  |       |           | Complexul Sportiv Universal „Dostyk”, Almaty |

| 21 martie 2022 15:00 | India   | 24–25 | Iran | Complexul Sportiv Universal „Dostyk”, Almaty |
| 21 martie 2022 15:00 | (15–13) |       |      | Complexul Sportiv Universal „Dostyk”, Almaty |
| 21 martie 2022 15:00 | Raport  |       |      | Complexul Sportiv Universal „Dostyk”, Almaty |

| 21 martie 2022 17:00 | Uzbekistan | 37–28 | Siria | Complexul Sportiv Universal „Dostyk”, Almaty |
| 21 martie 2022 17:00 | (17–16)    |       |       | Complexul Sportiv Universal „Dostyk”, Almaty |
| 21 martie 2022 17:00 | Raport     |       |       | Complexul Sportiv Universal „Dostyk”, Almaty |

| 22 martie 2022 17:00 | Siria  | 14–32 | Kazahstan | Complexul Sportiv Universal „Dostyk”, Almaty |
| 22 martie 2022 17:00 | (6–14) |       |           | Complexul Sportiv Universal „Dostyk”, Almaty |
| 22 martie 2022 17:00 | Raport |       |           | Complexul Sportiv Universal „Dostyk”, Almaty |

| 23 martie 2022 15:00 | Siria  | 21–36 | Iran | Complexul Sportiv Universal „Dostyk”, Almaty |
| 23 martie 2022 15:00 | (8–17) |       |      | Complexul Sportiv Universal „Dostyk”, Almaty |
| 23 martie 2022 15:00 | Raport |       |      | Complexul Sportiv Universal „Dostyk”, Almaty |

| 23 martie 2022 17:00 | India  | 21–28 | Kazahstan | Complexul Sportiv Universal „Dostyk”, Almaty |
| 23 martie 2022 17:00 | (9–17) |       |           | Complexul Sportiv Universal „Dostyk”, Almaty |
| 23 martie 2022 17:00 | Raport |       |           | Complexul Sportiv Universal „Dostyk”, Almaty |

| 25 martie 2022 15:00 | Siria  | 26–37 | India | Complexul Sportiv Universal „Dostyk”, Almaty |
| 25 martie 2022 15:00 | (8–18) |       |       | Complexul Sportiv Universal „Dostyk”, Almaty |
| 25 martie 2022 15:00 | Raport |       |       | Complexul Sportiv Universal „Dostyk”, Almaty |

| 25 martie 2022 17:00 | Kazahstan | 31–29 | Uzbekistan | Complexul Sportiv Universal „Dostyk”, Almaty |
| 25 martie 2022 17:00 | (17–14)   |       |            | Complexul Sportiv Universal „Dostyk”, Almaty |
| 25 martie 2022 17:00 | Raport    |       |            | Complexul Sportiv Universal „Dostyk”, Almaty |